# Округ Клермонт (Охајо)
Округ Клермонт (енгл. Clermont County) је округ у америчкој савезној држави Охајо.

## Демографија
По попису из 2010. године број становника је 197.363, што је 19.386 (10,9%) становника више него 2000. године.
| Група             | 2000.           | 2010.           |
| Белци             | 171.858 (96,6%) | 187.331 (94,9%) |
| Афроамериканци    | 1.621 (0,9%)    | 2.284 (1,2%)    |
| Азијати           | 1.129 (0,6%)    | 1.920 (1,0%)    |
| Хиспаноамериканци | 1.547 (0,9%)    | 2.896 (1,5%)    |
| Укупно            | 177.977         | 197.363         |